# Мадди Уотерс
Ма́дди Уо́терс (англ. Muddy Waters, настоящее имя Макки́нли Мо́рганфилд, англ. McKinley Morganfield; 4 апреля 1913 — 30 апреля 1983) — американский блюзмен, считается основоположником чикагской школы блюза и оказал большое влияние на развитие блюза и рок-музыки. Уотерс популяризировал несколько ранних песен дельта-блюза, таких как «Rollin' and Tumblin'», «Walkin' Blues» и «Baby, Please Don't Go», и записал песни, ставшие блюзовыми стандартами, включая «Hoochie Coochie Man», «Mannish Boy» и «Got My Mojo Working». В течение карьеры с 1941 по 1981 год он записывался в основном для двух звукозаписывающих компаний, Aristocrat/Chess Records и Blue Sky Records; они выпустили 62 сингла и 13 студийных альбомов (как и большинство послевоенных блюзовых музыкантов, его записи выходили в виде двухпесенных синглов вплоть до 1960-х годов, когда акцент сместился на долгоиграющие альбомы).
Уотерс был записан Аланом Ломаксом в 1941 году для проекта Библиотеки Конгресса США по народной музыке. Две песни, «Country Blues» и «I Be’s Troubled», были выпущены на пластинке со скоростью 78 оборотов в минуту. Переехав в Чикаго, он записывался у Леонарда Чесса, и лейбл Aristocrat в 1947 году выпустила первый сингл Уотерса. В 1950 году Чесс выкупил долю у своих партнёров по лейблу и основал компанию Chess Records. С 1950 по 1958 год Chess выпустил 15 синглов, которые попали в топ-10 чарта R&B журнала Billboard. Среди многочисленных альбомов, выпущенных лейблом, — ставшая влиятельной ранняя компиляция The Best of Muddy Waters (1958) и концертный альбом At Newport 1960.
После того как Chess Records прекратил свою деятельность в 1975 году, Уотерс записал несколько успешных альбомов для Blue Sky Records. Спродюсированные блюз-роковым певцом и гитаристом Джонни Уинтером альбомы Hard Again (1977), I’m Ready (1978) и Muddy "Mississippi" Waters — Live (1978) получили премии «Грэмми» в номинации «Лучшая этническая или традиционная запись». В качестве сайдмена Уотерс также участвовал в записях Литтл Уолтера, Джуниора Уэллса, Отиса Спэнна и других. После смерти Уотерса в 1983 году различными звукозаписывающими компаниями было выпущено большое количество компиляций и концертных альбомов. Двойной диск The Anthology: 1947—1972 (2001) занял 483 место в списке «500 величайших альбомов всех времён», составленном журналом Rolling Stone в 2020 году.

## Дискография
Студийные альбомы
- The Best of Muddy Waters (1958)
- Muddy Waters Sings Big Bill Broonzy (1960)
- Brass and the Blues (1960)
- They Call Me Muddy Waters (1961)
- Folk Singer (1964)
- Super Blues (совместно с Бо Диддли и Литтл Уолтером) (1967)
- The Super Super Blues Band (совместно с Бо Диддли и Хаулин Вулфом) (1968)
- Electric Mud (1968)
- After the Rain (1969)
- Fathers and Sons (1969)
- The London Muddy Waters Sessions (1970)
- Can’t Get No Grindin' (1973)
- «Unk» in Funk (1974)
- The Muddy Waters Woodstock Album (1975)
- Hard Again (1977)
- I'm Ready (1978)
- King Bee (1981)

## Премии

### Грэмми
| Muddy Waters Grammy Award History |                                           |                                  |      |           |        |
| Год                               | Номинация                                 | Название                         | Жанр | Лейбл     | Итог   |
| 1971                              | Best Ethnic or Traditional Folk Recording | They Call Me Muddy Waters        | фолк | MCA/Chess | Победа |
| 1972                              | Best Ethnic or Traditional Folk Recording | The London Muddy Waters Session  | фолк | MCA/Chess | Победа |
| 1975                              | Best Ethnic or Traditional Folk Recording | The Muddy Waters Woodstock Album | фолк | MCA/Chess | Победа |
| 1977                              | Best Ethnic or Traditional Folk Recording | Hard Again                       | фолк | Blue Sky  | Победа |
| 1978                              | Best Ethnic or Traditional Folk Recording | I’m Ready                        | фолк | Blue Sky  | Победа |
| 1979                              | Best Ethnic or Traditional Folk Recording | Muddy «Mississippi» Waters Live  | фолк | Blue Sky  | Победа |

### Зал славы рок-н-ролла
Четыре песни вошли в список — 500 Songs that Shaped Rock and Roll.
| Год записи | Название            |
| ---------- | ------------------- |
| 1950       | Rollin' Stone       |
| 1954       | Hoochie Coochie Man |
| 1955       | Mannish Boy         |
| 1957       | Got My Mojo Working |